# Herniaria cinerea
Herniaria cinerea, es una especie de planta herbácea perteneciente a la familia de las cariofiláceas.

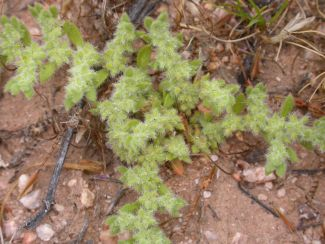
V ista de la planta

## Hábitat
Es nativa de la región del Mediterráneo. En España se encuentra en Alicante, Barcelona, Castellón, Islas Baleares, Lérida, Murcia, Tarragona y Valencia donde crece en los campos y márgenes de caminos de suelos secos.

## Descripción
Esta especie no es rara en los campos de cultivo de secano, claros de matorrales, márgenes de caminos... pero puede pasar desapercibida como consecuencia de que sus flores no son vistosas, sus hojas son pequeñas y el conjunto de la planta tiene un color gris que la hace muy poco atractiva. Las hojas son peludas y cubren completamente los tallos que están postrados en el sustrato.

## Propiedades
Es una planta conocida como medicinal que se empleó para tratar las hernias (de donde proviene su nombre) y para tratar las piedras del riñón. Es muy diurética, ya que contiene ácido herniárico, de gran actividad hemolítica, y se emplea sobre todo para disolver las piedras de las vías urinarias, en infusión de cuarenta a cincuenta gramos de hierba por litro de agua.

## Taxonomía
Herniaria cinerea fue descrita por DC. in Lam. & DC. y publicado en Flore Française. Troisième Édition 6: 375. 1815.
Etimología
Herniaria: nombre genérico que deriva del latín hernia.  Según Cordus, del nombre vulgar entre los franceses (hemiaire) de la quebrantapiedras. Al parecer, recibió este nombre por la supuesta propiedad de curar las hernias.
cinerea: epíteto latino que significa "de color gris ceniza".
Sinonimia
- Herniaria annua Lag.
- Herniaria cinerea var. fragilis Lange
- Herniaria diandra Bunge
- Herniaria flavescens Lowe
- Herniaria hirsuta subsp. cinerea (DC.) Arcang.
- Herniaria hirsuta var. cinerea (DC.) Loret & Barrandon
- Herniaria hirsuta var. hamata F.Herm.
- Herniaria vulgaris subsp. cinerea (DC.) Bonnier & Layens[5]
- Herniaria virescens Salzm. ex DC.[6]

## Nombre común
- Castellano: alfilerera, alfilericos, garranchuelo, herniaria, hierba de la orina, hierba de Santa María, hierba menudilla, hierbameona, meona, milgranos, quebranta la piedra, quebrantapiedra, quebrantapiedras, quebranta piedras, quebranta-piedras, quebrantapiés, rompepiedras.[5]